# Estada
Estada település Spanyolországban, Huesca tartományban. Estada Graus, Estadilla, El Grado és Olvena községekkel határos. Lakosainak száma 214 fő (2024).

## Népesség
A település népessége az utóbbi években az alábbiak szerint változott:
| Lakosok száma | 197  | 192  | 231  | 237  | 234  | 215  | 205  | 208  | 204  | 214  |
|               | 2001 | 2004 | 2006 | 2009 | 2011 | 2014 | 2016 | 2019 | 2021 | 2024 |